# Ceropachylus areolatus
Espèce
Synonymes
- Pachylla areolata Roewer, 1959

Ceropachylus areolatus est une espèce d'opilions laniatores de la famille des Ampycidae.

## Distribution
Cette espèce est endémique de la province de Pichincha en Équateur. Elle se rencontre vers Quito.

## Description
La femelle holotype mesure 6,5 mm.

## Systématique et taxinomie
Cette espèce a été décrite sous le protonyme Pachylla areolata par Roewer en 1959. Elle est placée dans le genre Ceropachylus par Kury en 2003.

## Publication originale
- Roewer, 1959 : « Neotropische Arachnida Arthrogastra zumeist aus Peru, IV. » Senckenbergiana biologica, vol. 40, p. 69–87.